# Ronde van Nederland 2000
De Ronde van Nederland 2000 werd gehouden van 21 tot 26 augustus. Hij werd gewonnen door Erik Dekker.

## Etappe-overzicht
| Datum | Etappe    | Parcours                    | Afstand  | Winnaar          | Tweede                | Derde             | Leider        |
| ----- | --------- | --------------------------- | -------- | ---------------- | --------------------- | ----------------- | ------------- |
| 21/8  | Proloog   | 's-Hertogenbosch            | 4 km     | Erik Dekker      | László Bodrogi        | Servais Knaven    | Erik Dekker   |
| 22/8  | Etappe 1  | 's-Hertogenbosch - Utrecht  | 180,7 km | Fabrizio Guidi   | Max van Heeswijk      | Robbie McEwen     | Erik Dekker   |
| 23/8  | Etappe 2  | Utrecht - Hoorn             | 185,5 km | Robert Hunter    | Lars Michaelsen       | Zoran Klemenčič   | Robert Hunter |
| 24/8  | Etappe 3A | Bolsward - Leeuwarden       | 91 km    | Robert Hunter    | Fabrizio Guidi        | Aart Vierhouten   | Robert Hunter |
| 24/8  | Etappe 3B | Leeuwarden - Leeuwarden (t) | 20 km    | Tyler Hamilton   | László Bodrogi        | Erik Dekker       | Erik Dekker   |
| 25/8  | Etappe 4  | Harderwijk - Venlo          | 186,2 km | Wim Omloop       | Michael-Steen Nielsen | Wilfried Peeters  | Erik Dekker   |
| 26/8  | Etappe 5  | Blerick - Landgraaf         | 227,6 km | Max van Heeswijk | Fabrizio Guidi        | Romāns Vainšteins | Erik Dekker   |

## Algemeen klassement
| rang | renner              | land             | tijd        |
| ---- | ------------------- | ---------------- | ----------- |
| 1.   | Erik Dekker         | Nederland        | 20u 36' 32" |
| 2.   | Robert Hunter       | Zuid-Afrika      | + 13"       |
| 3.   | Servais Knaven      | Nederland        | + 18"       |
| 4.   | Tyler Hamilton      | Verenigde Staten | + 22"       |
| 5.   | Fabrizio Guidi      | Italië           | + 23"       |
| 6.   | Romāns Vainšteins   | Letland          | z.t.        |
| 7.   | Raivis Belohvoščiks | Letland          | + 30"       |
| 8.   | Marc Wauters        | België           | + 32"       |
| 9.   | Marco Pinotti       | Italië           | + 43"       |
| 10.  | Peter Van Petegem   | België           | + 54"       |

- Winnaar Puntenklassement: Robert Hunter
- Winnaar Ploegenklassement: Rabobank

1948 · 1949 · 1950 · 1951 · 1952 · 1953 · 1954 · 1955 · 1956 · 1957 · 1958 · 1959 · 1960 · 1961 · 1962 · 1963 · 1964 · 1965 · 1966 · 1967 · 1968 · 1969 · 1970 · 1971 · 1972 · 1973 · 1974 · 1975 · 1976 · 1977 · 1978 · 1979 · 1980 · 1981 · 1982 · 1983 · 1984 · 1985 · 1986 · 1987 · 1988 · 1989 · 1990 · 1991 · 1992 · 1993 · 1994 · 1995 · 1996 · 1997 · 1998 · 1999 · 2000 · 2001 · 2002 · 2003 · 2004 · 2005 · 2006 · 2007 · 2008 · 2009 · 2010 · 2011 · 2012 · 2013 · 2014 · 2015 · 2016 · 2017 · 2018 · 2019 · 2020 · 2021 · 2022 · 2023 · 2024